# Thorogobius ephippiatus

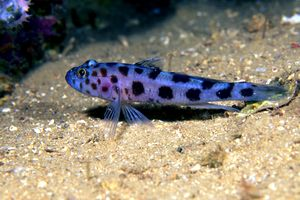
Thorogobius ephippiatus

Thorogobius ephippiatus és una espècie de peix de la família dels gòbids i de l'ordre dels perciformes.

## Morfologia
- Els mascles poden assolir 13 cm de longitud total.[2][3]

## Reproducció
La femella és capaç de pondre 12.000 ous.

## Alimentació
Menja crustacis (copèpodes, amfípodes i decàpodes), poliquets, gastròpodes i algues.

## Hàbitat
És un peix marí, de clima temperat i demersal que viu entre 6-40 m de fondària.

## Distribució geogràfica
Es troba a l'Atlàntic oriental (des de Skagerrak fins a Madeira i les Illes Canàries) i la Mediterrània.

## Observacions
És inofensiu per als humans.